# Blackfriars Railway Bridge
Le Blackfriars Railway Bridge est un pont ferroviaire du centre de Londres, enjambant la Tamise, entre Blackfriars Bridge et Millennium Bridge.
Ce nom est correspond en fait à deux structures différentes.
Un premier pont, en amont, supporte la ligne du London, Chatham and Dover Railway. Il a été conçu par Joseph Cubitt en 1864. Devenu trop fragile pour supporter le trafic ferroviaire, il fut démonté en 1985. Seuls les piliers, ainsi que la culée sud de l'ouvrage ont été conservés ; ils sont devenus un monument classé. 
Un second pont, en aval, ouvert en 1886, portait à l'origine le nom de St Paul's Railway Bridge. Il fut dessiné par John Wolfe-Barry et Henry Marc Brunel. Il porte son nom actuel depuis 1937, date à laquelle la Paul's railway station fut rebaptisée en Blackfriars station.